# 정백
정백(鄭栢, 1899년 ~ 1950년 7월 3일)은 일제강점기의 사회주의 운동가로, 광복후 서울특별자유시에서 결성된 장안파 조선공산당의 지도자였다. 본명은 정지현(鄭志鉉)이고 호(號)는 산남(山南), 회린(檜藺)이다.

## 생애
강원도 김화에서 출생하였고 지난날 한때 강원도 철원에서 잠시 유아기를 보낸 적이 있는 그는 휘문고등보통학교에 다니며 홍사용, 박종화와 교유하였다.
3·1 운동 이후 사회주의 계열의 청년들인 김명식, 윤자영, 이영, 김사국 등이 1921년 결성한 서울청년회에 참가하면서 좌파 운동에 뛰어들었다. 김명식이 주필을 맡은 《신생활》에도 참가했으나 신생활 필화 사건으로 잡지사는 폐간되었다. 이후 이영과 함께 서울파 공산주의 계파를 이끌었으며, 1927년 제3차 조선공산당 사건으로 체포되었다. 이 사건으로 2년 여를 복역하고 1931년 석방된 후로는 좌익 운동을 중단하고 1945년 광복 시점까지 광산업에 종사했다.
그는 전향 전력과 오랜 공백 기간에도 불구하고, 해방과 동시에 비슷한 입장이었던 화요파의 리승엽, 조일명과 손을 잡고 다시 공산주의 운동을 개시했다. 건국준비위원회에 참가한 것을 시작으로 1945년 8월 15일 밤에 장안파 조선공산당을 결성한 것이다. 구 서울파에서는 이영이 정백과 행보를 함께 했다. 하지만 곧 박헌영의 재건파에 리승엽 등 장안파 내의 구 화요회 계열이 흡수되었고, 정통성과 주도권을 빼앗긴 정백은 조선인민공화국과 민주주의민족전선), 사로당 간부를 거쳐 근로인민당을 창당하는 등 여운형, 백남운 등과 연대하여 남로당과는 별도의 독자적인 좌익 정치 활동을 벌였고 조선인민공화국 중앙인민위원회 기획부(차장: 리영) 부장을 지냈다.
1947년 1월 16일 월북 이후 평양시에서 열린 남북연석회의에 참석한 뒤 북조선에 머물다가 조국통일민주주의전선 소속으로 1949년 월남하면서 경찰에 체포되었다. 그는 공개적으로 사상 전향 선언을 하고 전향자들로 구성된 보도연맹 간부로 임명되어 반공 운동에 나섰다. 일제 때부터 좌파 운동가로 유명한 거물급 공산주의자 정백의 전격적인 전향과 보도연맹 가입은 사회적으로 큰 파장을 일으킨 사건이었다.
1950년 한국 전쟁 발발 후 서울을 점령한 북조선 정치보위부에 의해 총살되었다.

## 학력
- 1912년 일본 오사카 이케다 공립 소학교 졸업
- 1915년 경성 휘문고등보통학교 전퇴 (1946년 5월 31일 미 군정 남조선과도정부 시절 서울 휘문중·고등학교 명예 졸업장을 각각 수여)
- 1918년 경성 양정고등보통학교 졸업

## 같이 보기
- 장안파 조선공산당
- 국민보도연맹

## 참고자료
- 반민족문제연구소 (1994년 3월 1일). 〈정백, 동지를 팔고 전향한 권모술수가 (안소영)〉. 《청산하지 못한 역사 3》. 서울: 청년사. ISBN 9788972783145.
- 국가기록포털, 역사적사건 - 국민보도연맹